# 西葛西站
西葛西站（日语：／ Nishi-kasai eki */?）是位於日本東京都江戶川區西葛西六丁目，屬於東京地下鐵東西線的鐵路車站。車站編號是T 16。

## 歷史
- 1977年（昭和52年）：車站新設工程開工[2]。
- 1979年（昭和54年）10月1日：營團地下鐵車站開業[3]。
- 1997年（平成9年）：西葛西站大規模改善工程開工[2]。車站北口地下自行車停車場建設工程開工。
- 1999年（平成11年）
  - 3月：月台拓寬等車站改良工程動工[2]。
  - 10月1日：南口、北口新樓梯啟用[2]。車站事務所移動到2樓南口新樓梯上。
- 2000年（平成12年）4月1日：完成車站翻新[2]。車站月台加設候車室。
- 2001年（平成13年）3月24日：車站構內「西葛西Metropia」開張。咖啡廳「丹麥」開業。
- 2004年（平成16年）4月1日：營團地下鐵民營化，由東京地下鐵繼承本車站。

### 站名由來
因位於葛西區域西部而命名。

## 車站構造
本站是侧式月台2面2線之高架車站。亦是往西船橋方向第一個高架站。
剪票口在月台中央高架下。付費區大廳往各月台設有樓梯、電扶梯與電梯。廁所在付費區大廳。
開業後。由於使用人數急速增加，1997年至2000年進行總工程費約22億2000萬日圓的車站改良工程拓寬月台與階梯。

### 月台配置
| 月台 | 路線   | 目的地                         |
| ---- | ------ | ------------------------------ |
| 1    | 東西線 | 西船橋、津田沼、東葉勝田台方向 |
| 2    | 東西線 | 日本橋、大手町、中野、三鷹方向 |

（來源：東京地下鐵:構內圖 （页面存档备份，存于））

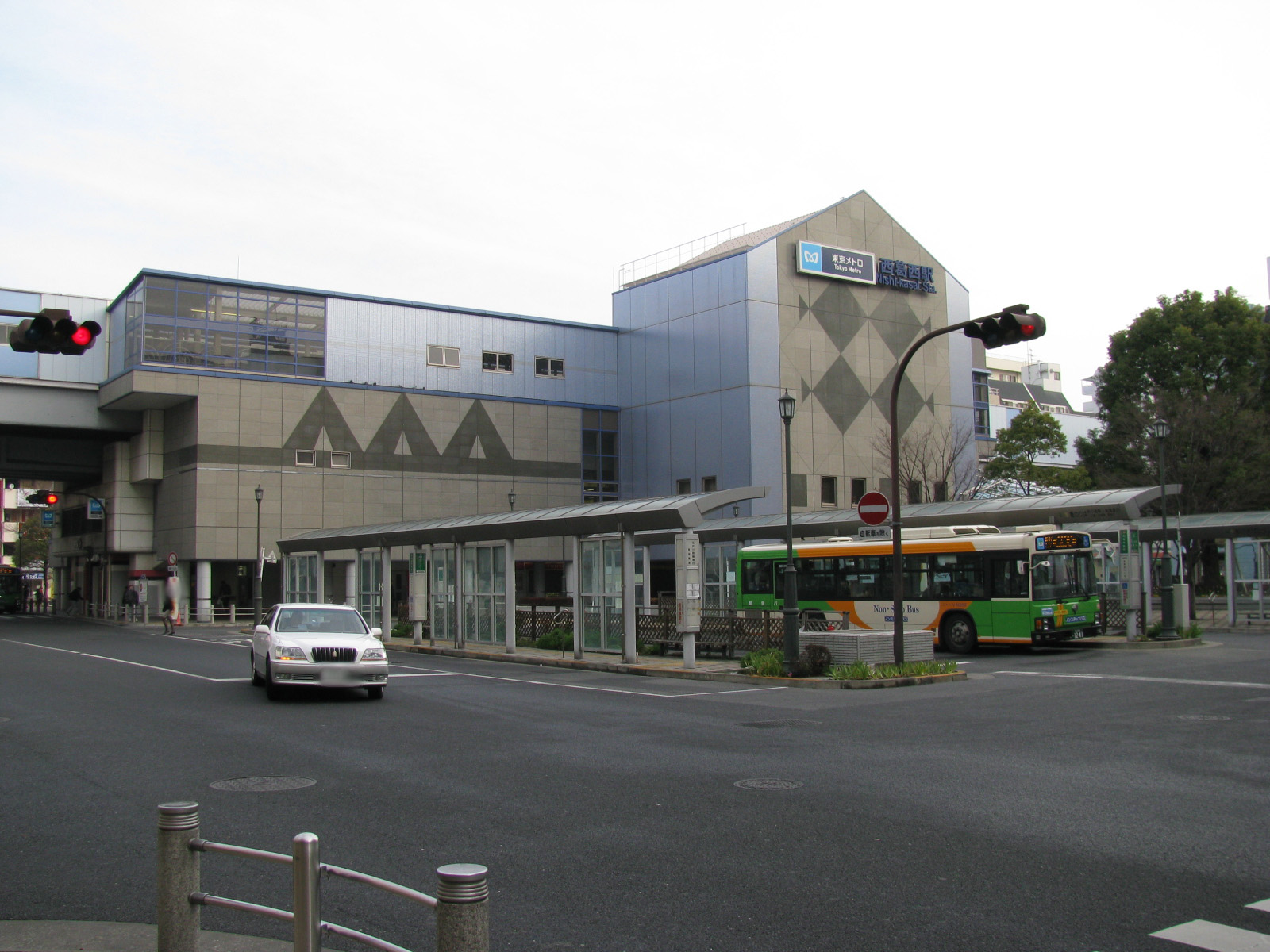
南口站房（2008年2月）
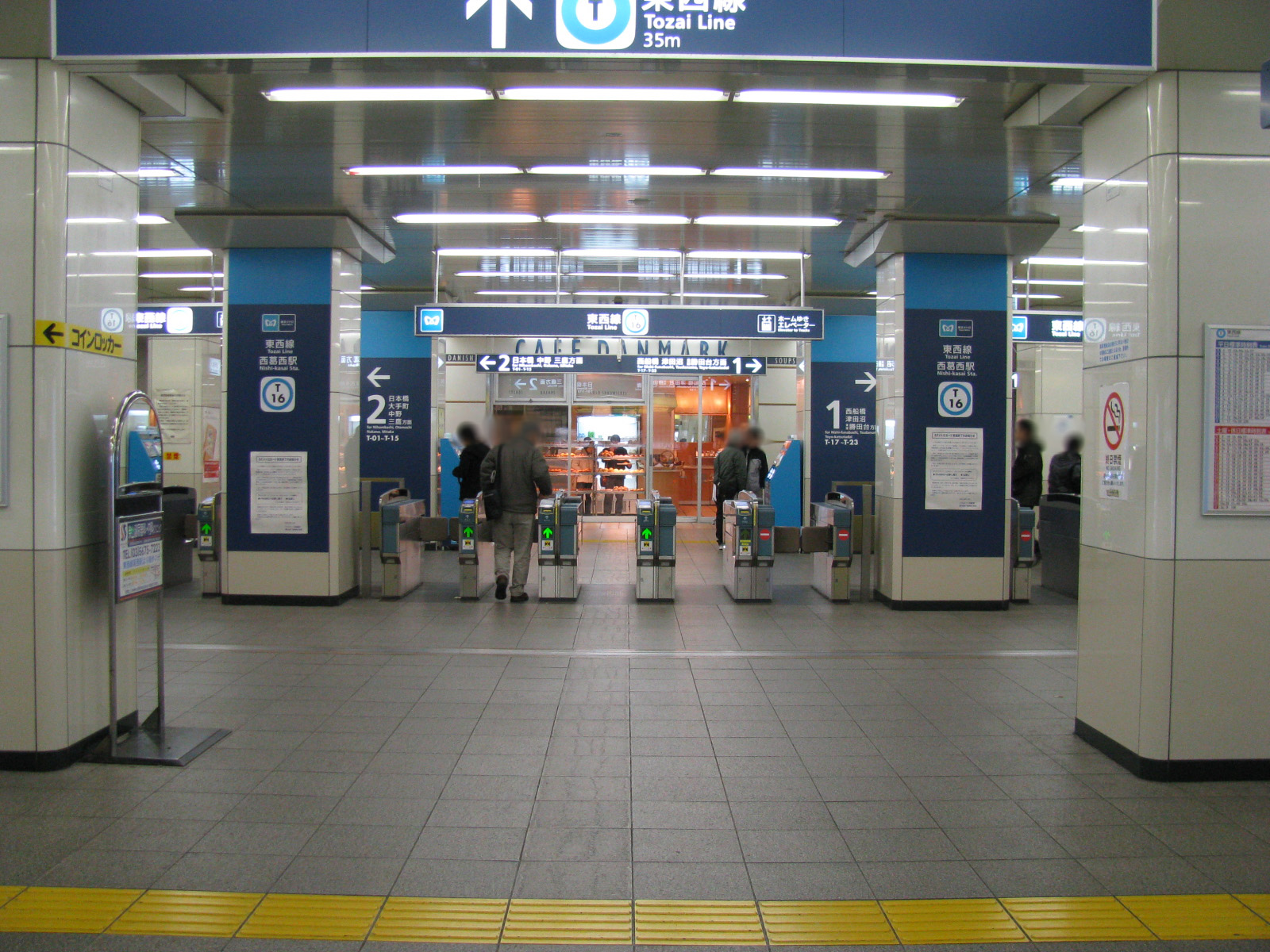
剪票口（2008年2月）
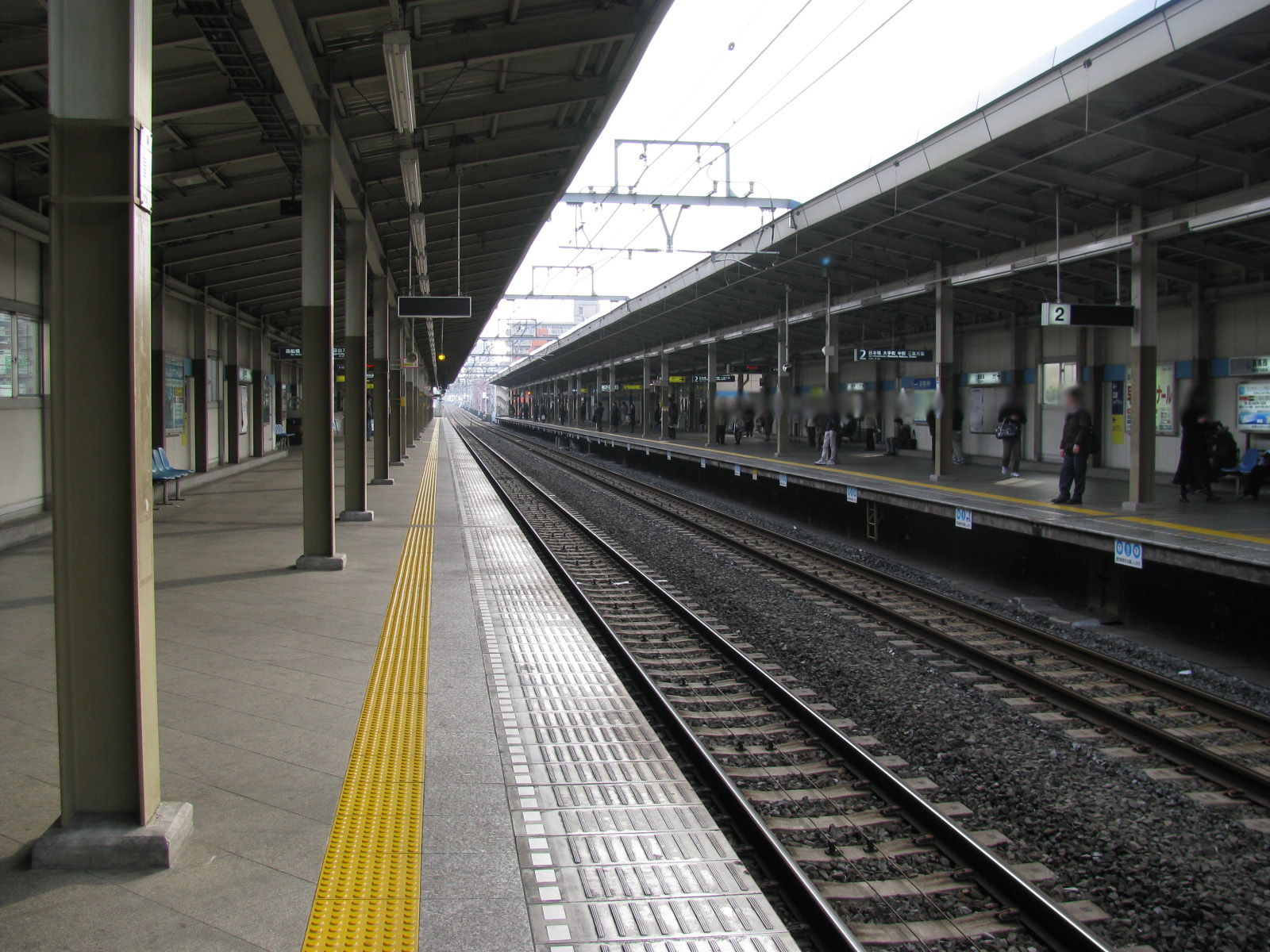
月台（2008年2月）

## 利用狀況
2017年度1日平均上下車人次為105,183人（比前年度增加3.5%），在東京地下鐵全部130個車站當中排名第37位，還高於快速停靠站浦安站。周邊有許多公寓大樓，尖峰時刻的人潮非常多。
近年1日平均上下車、上車人次變化如下表。
| 年度               | 1日平均 上下車人次 | 1日平均 上車人次 | 來源     |
| ------------------ | ------------------ | ---------------- | -------- |
| 1992年（平成04年） |                    | 46,145           | [ * 1 ]  |
| 1993年（平成05年） |                    | 48,148           | [ * 2 ]  |
| 1994年（平成06年） |                    | 48,285           | [ * 3 ]  |
| 1995年（平成07年） |                    | 48,661           | [ * 4 ]  |
| 1996年（平成08年） |                    | 48,622           | [ * 5 ]  |
| 1997年（平成09年） |                    | 47,751           | [ * 6 ]  |
| 1998年（平成10年） |                    | 48,614           | [ * 7 ]  |
| 1999年（平成11年） |                    | 48,189           | [ * 8 ]  |
| 2000年（平成12年） |                    | 48,616           | [ * 9 ]  |
| 2001年（平成13年） | 98,317             | 48,474           | [ * 10 ] |
| 2002年（平成14年） | 96,830             | 49,419           | [ * 11 ] |
| 2003年（平成15年） | 97,107             | 49,459           | [ * 12 ] |
| 2004年（平成16年） | 97,751             | 48,858           | [ * 13 ] |
| 2005年（平成17年） | 96,472             | 48,107           | [ * 14 ] |
| 2006年（平成18年） | 97,720             | 48,605           | [ * 15 ] |
| 2007年（平成19年） | 99,629             | 49,801           | [ * 16 ] |
| 2008年（平成20年） | 99,132             | 49,405           | [ * 17 ] |
| 2009年（平成21年） | 97,400             | 48,553           | [ * 18 ] |
| 2010年（平成22年） | 97,447             | 48,414           | [ * 19 ] |
| 2011年（平成23年） | 95,145             | 47,290           | [ * 20 ] |
| 2012年（平成24年） | 95,262             | 47,305           | [ * 21 ] |
| 2013年（平成25年） | 97,751             | 48,532           | [ * 22 ] |
| 2014年（平成26年） | 99,292             | 49,249           | [ * 23 ] |
| 2015年（平成27年） | 102,815            | 50,948           | [ * 24 ] |
| 2016年（平成28年） | 104,112            | 51,542           | [ * 25 ] |
| 2017年（平成29年） | 105,183            |                  |          |

## 車站周邊
站前為商業區，周邊公寓與大型住宅團地林立。車站高架下是商店街「METRO CENTER」（メトロセンター）。
- 森山紀念醫院
- 江戶川區運動中心（日语：江戸川区スポーツセンター）
- 江戶川區立西葛西圖書館（日语：江戸川区立図書館）
- 江戶川區清新町健康支援中心
- 江戶川區清新町社區會館
- 江戸川南稅務署
- 行船公園（日语：行船公園）
  - 江戶川區自然動物園（日语：江戸川区自然動物園）
  - 江戶川平成庭園・源心庵
- 都立宇喜田公園（日语：宇喜田公園）
- 綜合休閒公園（日语：総合レクリエーション公園）
  - 江戶川區棒球場（日语：江戸川区球場）
  - 江戶川泳池公園（日语：江戸川プールガーデン）
- 江戶川區陸上競技場（日语：江戸川区陸上競技場）
- 江戶川區立西葛西中學校（日语：江戸川区立西葛西中学校）
- 江戶川區立西葛西小學校
- 江戶川區立第六葛西小學校
- 江戶川區立第七葛西小學校
- 西葛西站前郵便局
- 葛西Clean Town（葛西クリーンタウン）內郵便局
- 江戶川北葛西三郵便局
- 永旺葛西店
- 唐吉訶德葛西店
- Y'smart（日语：ワイズマート）西葛西店
- SUNNY MALL西葛西（サニーモール西葛西）
- K's電器（日语：ケーズホールディングス）西葛西店
- 丸悅（日语：マルエツ）葛西Clean Town店
- 山田電機Tecc Land New葛西店
- 東京西葛西最佳西方酒店（ベストウェスタン）
- Hotel Lumiere（日语：スターツコーポレーション）西葛西
- 東橫INN東西線西葛西
- 三菱東京UFJ銀行西葛西支店
- 瑞穗銀行西葛西支店
- 三井住友銀行西葛西支店
- 里索那銀行西葛西支店
- 科拿美運動俱樂部（日语：コナミスポーツクラブ）、網球學校西葛西
- TIPNESS（日语：ティップネス）西葛西店
- 東京都道450號新荒川葛西堤防線（日语：東京都道450号新荒川葛西堤防線）（放射16號）
- 東京都道308號千住小松川葛西沖線（日语：東京都道308号千住小松川葛西沖線）（船堀街道）
- 清砂大橋（日语：清砂大橋）
- 首都高速中央環狀線清新町出入口

## 巴士路線
車站南側的圓環有巴士站。另外錦22系統往臨海車庫的「西葛西站南」巴士站與往錦糸町、東陽町方向的「清新町健康支援中心」巴士站在江戶川區棒球場附近。全由東京都交通局運行。
| 乘車處    | 巴士路線 | 備註                                                  |
| --------- | --- | ----------------------------------------------------- |
| 1號乘車處 | 西葛20甲 經堀江團地往渚新市鎮（なぎさニュータウン） 西葛20乙 經葛西市場往葛西臨海公園站、臨海車庫前 深夜03 往Kosha Heim（コーシャハイム）南葛西 |                                                       |
| 2號乘車處 | 西葛20乙 往葛西臨海公園站、臨海車庫前 臨海22、兩28 往臨海車庫                                                                                   | 西葛20乙在8點59分以前在1號乘車處發車 往臨海車庫班次少 |
| 3號乘車處 | 新小21 經小島、船堀站往新小岩站 |                                                       |
| 4號乘車處 | 西葛27、深夜10 經清新町往臨海町二丁目團地、西葛西站（循環） 西葛27 經葛西處理場往臨海町二丁目團地 西葛26 經清新町、渚新市鎮往葛西臨海公園站     | 西葛26班次少                                          |
| 5號乘車處 | 龜29 經葛西站通往渚新市鎮 艇11 經船堀站往江戶川競艇場                                                                                           | 艇11僅在競艇賽日運行                                  |
| 6號乘車處 | 臨海22 經宇喜田公園往船堀站 西葛26 經行船公園往船堀站 兩28 經境川往兩國站、龜戶站 龜29 經境川往龜戶站                                           | 乘車處在文教堂書店前                                  |

## 相鄰車站
東京地下鐵
 東西線
■快速
通過
■通勤快速、■各站停車
南砂町（T 15）－西葛西（T 16）－葛西（T 17）

### 來源
東京都統計年鑑
1. ↑  .   [2017-04-03]. （原始内容存档于2013-08-15）.
2. ↑  .   [2017-04-03]. （原始内容存档于2013-02-03）.
3. ↑  .   [2017-04-03]. （原始内容存档于2013-02-03）.
4. ↑  .   [2017-04-03]. （原始内容存档于2013-02-03）.
5. ↑  .   [2017-04-03]. （原始内容存档于2013-02-03）.
6. ↑  .   [2017-04-03]. （原始内容存档于2016-03-04）.
7. ↑  東京都統計年鑑（平成10年）PDF
8. ↑  東京都統計年鑑（平成11年）PDF
9. ↑  .   [2017-04-03]. （原始内容存档于2016-03-04）.
10. ↑  .   [2017-04-03]. （原始内容存档于2016-03-04）.
11. ↑  .   [2017-04-03]. （原始内容存档于2017-07-29）.
12. ↑  .   [2017-04-03]. （原始内容存档于2017-07-29）.
13. ↑  .   [2017-04-03]. （原始内容存档于2017-07-29）.
14. ↑  .   [2017-04-03]. （原始内容存档于2017-07-29）.
15. ↑  .   [2017-04-03]. （原始内容存档于2017-07-29）.
16. ↑  .   [2017-04-03]. （原始内容存档于2017-07-29）.
17. ↑  .   [2017-04-03]. （原始内容存档于2017-07-29）.
18. ↑  .   [2017-04-03]. （原始内容存档于2016-03-26）.
19. ↑  .   [2017-04-03]. （原始内容存档于2016-03-27）.
20. ↑  .   [2017-04-03]. （原始内容存档于2016-03-25）.
21. ↑  .   [2017-04-03]. （原始内容存档于2016-03-27）.
22. ↑  .   [2017-04-03]. （原始内容存档于2016-03-22）.
23. ↑  .   [2017-04-03]. （原始内容存档于2017-07-30）.
24. ↑  .   [2019-01-08]. （原始内容存档于2018-11-09）.
25. ↑  .   [2019-01-08]. （原始内容存档于2019-05-02）.

## 外部連結
- 西葛西/T16 | 路線・車站資訊 | 東京地下鐵